# Relaciones Cuba-Filipinas
Las relaciones Cuba-Filipinas se refiere a las relaciones bilaterales entre Cuba y Filipinas. Cuba y Filipinas fueron ambas colonias españolas. El gobierno español en ambos países terminó con la victoria de los Estados Unidos en la guerra hispanoamericana como disposiciones del Tratado de París (1898) Filipinas se convirtió en una nueva posesión de los Estados Unidos.

## Historia

### Historia temprana
Cuba y Filipinas han existido desde hace siglos. A principios del siglo XVI, los filipinos llegaron a Cuba y se instalaron mediante el uso de galeones. Los filipinos traídos por los españoles a Cuba eran monaguillos, líderes de catequesis y trabajadores de la iglesia. La migración temprana de unos pocos filipinos a Cuba fue posible gracias al comercio de Manila-Acapulco Galleon. Pinar del Río es famoso por sus puros, que fueron traídos de Filipinas por los españoles porque estaba mucho más cerca de Europa y más fácil de supervisar. Posteriormente, algunos filipinos se trasladaron al Barrio Chino o Chinatown. Filipinas y Cuba fueron estuvieron bajo el dominio de la Corona de España durante varios siglos, período que terminaría al final del siglo XIX, cuando España fue derrotada por Estados Unidos. Ambos países quedaron bajo el dominio estadounidense después de que España cediera Puerto Rico, Filipinas y Cuba a los Estados Unidos por veinte millones de dólares. Más tarde, Cuba ganó su independencia, mientras que Filipinas continuó bajo el dominio estadounidense. El 4 de julio de 1946, Filipinas ganó su independencia. También se establecieron relaciones diplomáticas formales entre Filipinas y Cuba en julio de 1946.

### Era contemporánea
Las relaciones diplomáticas entre Cuba y Filipinas fueron interrumpidas en 1961. Las relaciones fueron formalmente restauradas con la firma de una declaración conjunta del ex primer ministro Fidel Castro y de la ex primera dama filipina Imelda Marcos en La Habana. El 26 de agosto de 1975.
Filipinas, (a pesar de ser un aliado de los Estados Unidos, país que ha mantenido relaciones desfavorables con Cuba) ha votado en contra de las posteriores resoluciones de la Asamblea General de la ONU contra el embargo de Estados Unidos contra Cuba.
En julio de 2011, ambos países celebraron su 65.º aniversario de relaciones diplomáticas.
El 31 de octubre de 2012, el gobierno filipino cerró su embajada en La Habana junto con otras tres embajadas en Estocolmo, Suecia, Bucarest (Rumanía), Helsinki (Finlandia) y el consulado en Saipán. El cierre fue parte de las medidas de austeridad y el plan de reestructuración del Departamento de Relaciones Exteriores (Filipinas) Sin embargo, Filipinas aseguró que el cierre de su embajada en Cuba no afectará las relaciones diplomáticas de ambos países. El portavoz presidencial Edwin Lacierda dijo en una rueda de prensa: "No habrá efecto, el cierre de las oficinas consulares es interno para nosotros, así que no hay efecto sobre ellos (países afectados), siempre y cuando tengamos presencia allí ... tenemos relaciones diplomáticas y las relaciones diplomáticas no se verán menoscabadas por la reducción de las oficinas consulares en sus países ".
En junio de 2013, el exembajador de Cuba en Filipinas, Jorge Rey Jiménez, anunció el cierre de la embajada en Makati, Filipinas, citando las dificultades financieras provocadas por la crisis económica mundial y el embargo de Estados Unidos. "El cierre de la embajada fue una decisión dolorosa, los filipinos que deseen negociar con Cuba tendrán que tratar con la embajada de Cuba en Kuala Lumpur". Dijo Rey Jiménez.

## Misiones diplomáticas
Filipinas está acreditada ante Cuba a través de su embajada en Ciudad de México, México, mientras que la embajada cubana en Kuala Lumpur, Malasia, funge como concurrencia para Filipinas.

## Relaciones socioculturales
Cuba y Filipinas comparten similitudes socioculturales debido principalmente a su herencia hispana traída por el dominio colonial español durante más de trescientos años. Ambos países son predominante católicos, y celebran las fiestas de la ciudad. Los dos países también comparten el concepto de "Padre de Familia," donde el padre encabeza la familia y la madre, junto a los hijos, reconoce la decisión del padre. Nombres y apellidos españoles también son evidentes entre los dos países.

### Gente
Los filipinos cubanos incluyen a la familia Azcarraga Fessner, cuyo patriarca fue Marcelo de Azcarraga y Palmero, el primer primer ministro de España con sangre india, cuya madre era una filipina Las familias Lizarrabal y Palmero. Los cubanos filipinos incluyen al teniente Gabriel Badelly Méndez, un miembro cubano del ejército filipino, y Vicente Catalán, almirante en jefe de la Armada Revolucionaria de Filipinas y un cubano de ascendencia criolla.
La provincia de Pinar del Río, en Cuba, fue llamada "Nueva Filipinas" en el siglo XVIII debido a la inmigración masiva de filipinos y otros asiáticos a la zona para trabajar en la industria del tabaco de la región. Los asiáticos emigraron a Cuba a través de la ruta comercial del galeón de Manila-Acapulco y eran conocidos generalmente conocidos como "Chinos Manila".